# Hatfield, Hertfordshire
Hatfield este un oraș în comitatul Hertfordshire, regiunea East, Anglia. Orașul se află în districtul Welwyn Hatfield.
1. ↑  Hărți Google